# シャフチョルスク空港

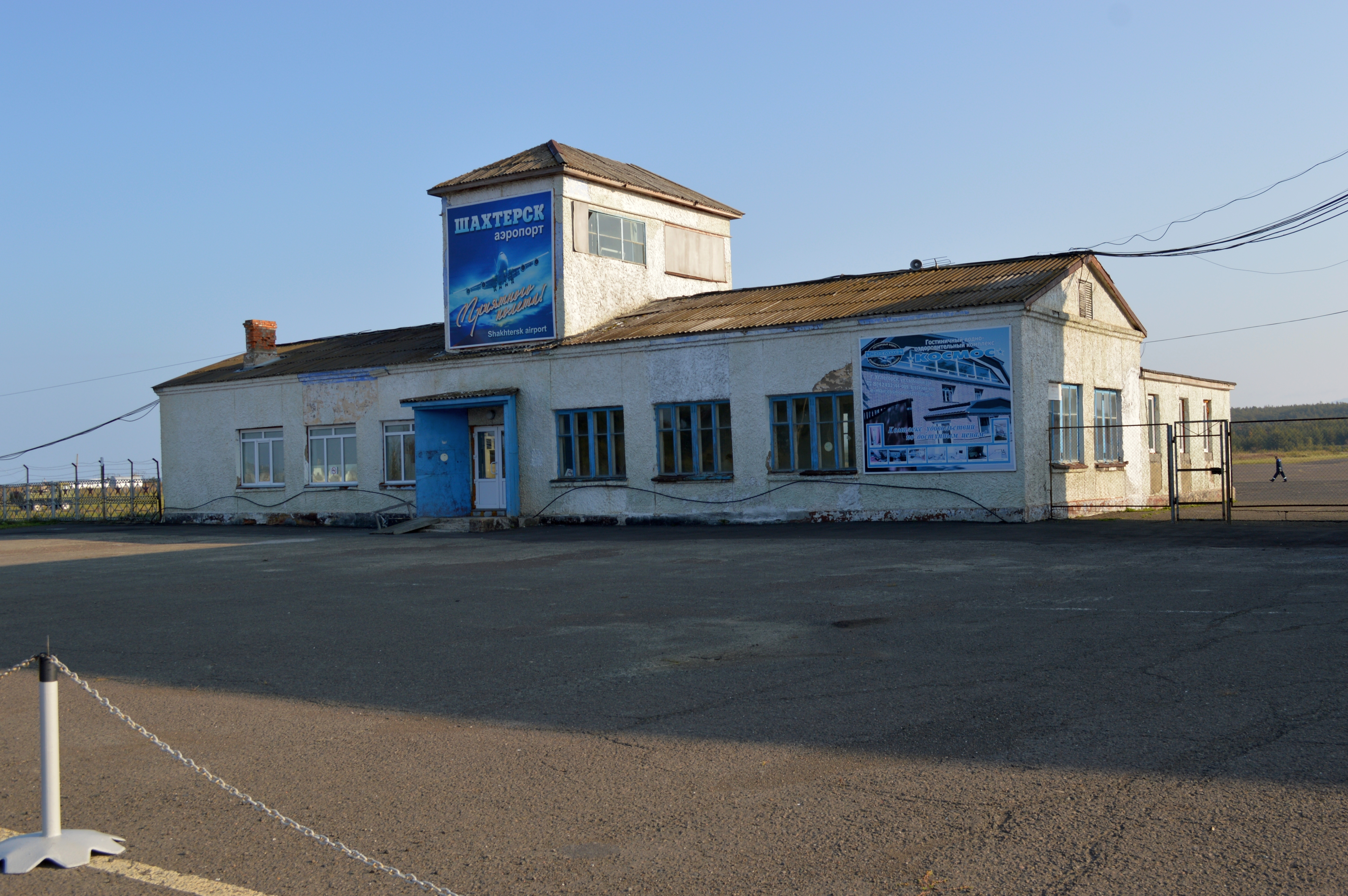
シャフチョルスク空港外観

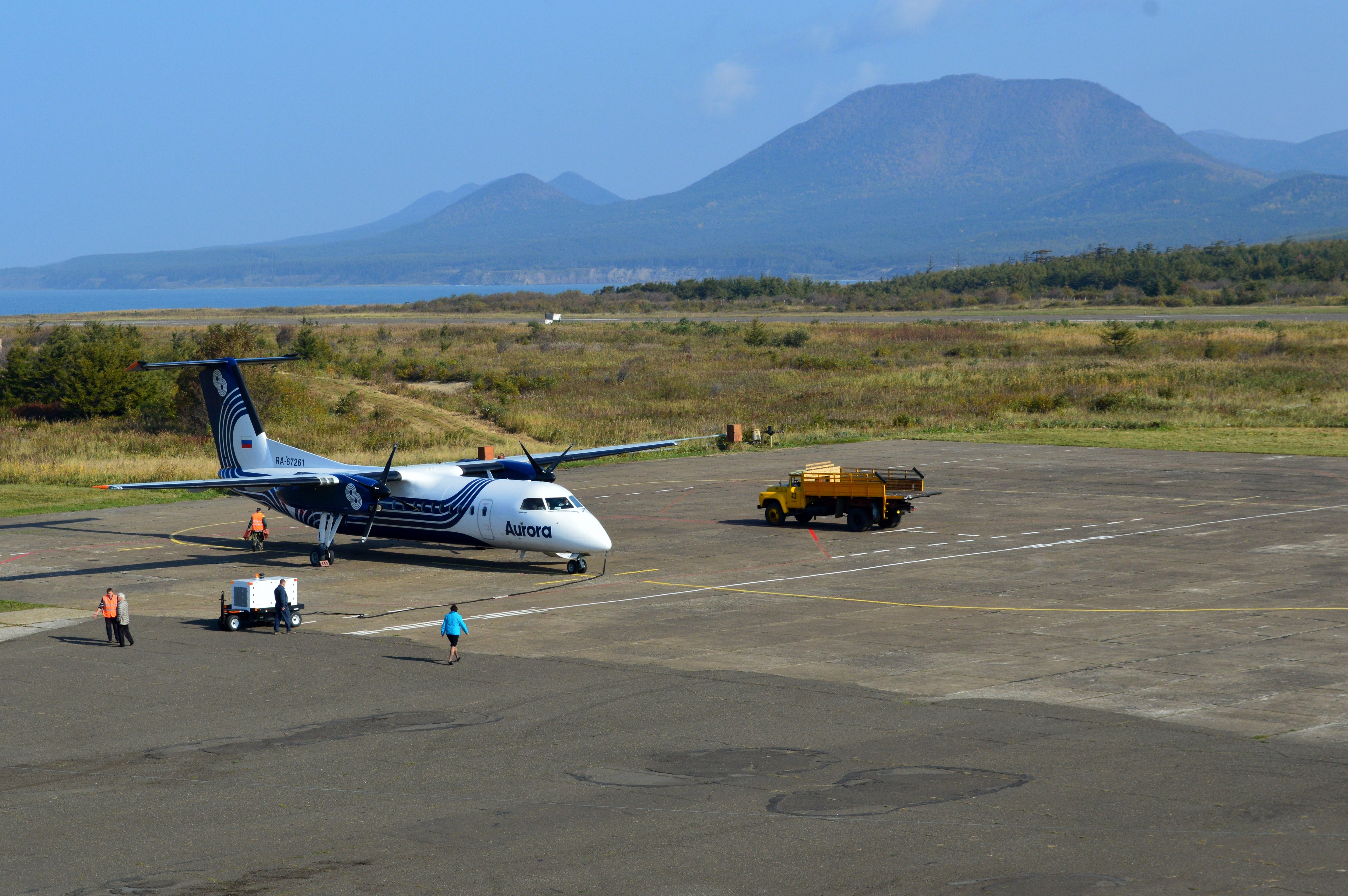
シャフチョルスク空港に停留中のオーロラ航空機。

シャフチョルスク空港（シャフチョルスクくうこう、ロシア語: Аэропóрт Шахтёрск）とはロシアのサハリン州に位置する空港で、シャフチョルスク（旧：塔路町）にもともと1940年の日本統治時代に建設された空港である。

## 就航航空会社と就航都市
オーロラ - ハバロフスク、ユジノサハリンスク 

タイガ・エア - ユジノサハリンスク、アレクサンドロフスク・サハリンスキー
| 年   | 2014 | 2015 | 2016 | 2017 | 2019 |       |
| 人数 | 5211 | 5758 | 3613 | 7939 | 3534 | [ 2 ] |